# Mohamed Daramy
Mohamed Daramy (ur. 7 stycznia 2002 w Hvidovre) – duński piłkarz sierraleońskiego pochodzenia, występujący na pozycji napastnika w Stade de Reims oraz reprezentacji Danii. Wychowanek FC København, w swojej karierze występował również w AFC Ajax.